# Иванов, Николай Алексеевич (востоковед)
Николай Алексеевич Иванов (24 октября 1928, Вятка (Киров) — 20 марта 1994) — советский и российский историк, востоковед-арабист, доктор исторических наук, профессор. Свыше 40 лет являлся сотрудником Института востоковедения РАН. Руководил созданным им Отделом истории Востока ИВ РАН (1989—1994). Николай Алексеевич оставил обширное научное наследие — более 100 работ.

## Биография
Николай Иванов родился 24 октября 1928 года в Вятке. Его отец был служащий, который до Октябрьской революции имел чин офицера русской армии. После прихода советской власти его отец неоднократно подвергался аресту. Во время Великой Отечественной войны Иванов, будучи ещё школьником, помогал матери (врачу по специальности), ухаживая в госпитале за ранеными. В 1946 году Николай окончил школу и поступил на Исторический факультет МГУ.
В 1951 году окончил Университет и вместе со своим другом Л. Н. Котловым (будущим известным учёным-арабистом) приступил к работе в Отделе арабских стран Института востоковедения. Обучаясь на заочном отделении аспирантуры, в 1956 году успешно защитил диссертацию на соискание учёной степени кандидата наук. В 1972 году получил звание доктора исторических наук. Основным направлением его исследований как востоковеда стала новая и новейшая история арабских стран. Более 40 лет учёный проработал в Институте востоковедения. По его инициативе в 1989 году был организован отдел истории зарубежного Востока, которым он руководил до своего ухода из жизни.
В кругу его научных интересов на первом месте стояли арабистика и османистика. В память о В. А. Луцком, любимым аспирантом которого он был, Иванов после смерти своего учителя издал его труд «Новая история арабских стран». Эта книга много лет использовалась как учебное пособие для студентов и аспирантов ряда вузов, в том числе МГУ и МГИМО.В 1984 году Иванов опубликовал свою работу «Османское завоевание арабских стран. 1516—1574», которая через несколько лет была переведена на арабский язык и издана в Бейруте, а в 2013 году её издали в Анкаре на турецком языке. В России второе издание книги состоялось в 2001 году. Отмечается, что эта работа
является наиболее масштабным произведением ученого, не имеющим себе равных в российской и зарубежной османистике по широте охвата фактического материала, глубине и смелости научного анализа.